# La Dame de la Bonne Mort
La Dame de la Bonne Mort, femina accabadora, femina agabbadòra ou, plus communément, agabbadora ou accabadora (s'agabbadóra, lit. « celle qui finit », dérive du sarde s'acabbu, « la fin » ou de l'espagnol acabar, « finir ») est une figure, historiquement non prouvée, d'une femme qui a pris sur elle de provoquer la mort de personnes de tout âge, au cas où elles se trouveraient dans des conditions de maladie telles qu'elles ont amené les membres de la famille ou la victime elle-même à le demander. En réalité, il n'existe aucune preuve de cette pratique, qui aurait concerné toutes les régions sardes. Cette pratique, selon les récits qui en parlent, ne devait pas être payée par les proches du patient, car payer pour la mort était contraire aux préceptes religieux.

## Descriptif
La légende raconte que les pratiques meurtrières utilisées par la femina agabbadora variaient selon les lieux : entrer dans la chambre du mourant vêtue de noir, le visage couvert, et le tuer par suffocation avec un oreiller, ou en le frappant au front avec un bâton en bois d’Olivier (su matzolu) ou derrière le cou d'un coup sec, voire en l'étranglant en plaçant son cou entre ses jambes. L'outil le plus connu serait une sorte de marteau en bois.
Certains anthropologues estiment que la femina agabbadora n'a pas existé.
Il n'existe aucune trace de la femina agabbadora en tant que telle, mais celle de femmes qui apportaient du réconfort aux familles où se trouvait un mourant, l'accompagnant jusqu'au dernier moment. Elles aidaient à l'agonie et apportaient leur soutien, c'est pourquoi elles étaient respectées par toute la communauté, mais elles ne tuaient pas comme cela semble s'être produit ailleurs (en Grèce, expliqué dans les théories d'Hégésie).
Tout cela pourrait s'expliquer par la coutume sarde des contes fantastiques destinés à instiller la peur, « sos contos de forredda » (les contes du foyer), puisque généralement le lieu de narration était à côté du feu d'une cheminée. La crédulité populaire ferait le reste. Les trois dernières pratiques d'une femme Agabbadora auraient eu lieu au cours des années 1900 : une à Luras (1929), une à Orgosolo (1952) et une à Oristano, qui abrite également un hôpital. Aujourd'hui, ceux qui croient à ces histoires les justifient en invoquant les problèmes du passé, notamment les difficultés de déplacer le patient vers des villes isolées et très éloignées de tout hôpital parce que la famille d'une personne non autonome rencontrait des problèmes d'assistance.
Le maillet ne serait pas considéré comme l'outil principal de l'agabbadora, mais un petit joug miniature qui était placé sous l'oreiller du mourant afin d'atténuer son agonie. Cela s'explique par l'une des principales raisons pour lesquelles on croyait qu'un homme était contraint de subir une lente et douloureuse agonie au moment de mourir : si l'esprit ne voulait pas se détacher du corps, c’était la faute du mourant. C'était évident, puisqu'il était coupable d'un crime honteux, qu'il avait brûlé un joug, ou qu'il avait déplacé les limites de la propriété d'autrui, ou qu'il avait tué un chat.
Un autre rituel pratiqué consistait à retirer de la chambre du mourant toutes les images sacrées et tous les objets qui lui étaient chers : cela était censé rendre la séparation de l'esprit du corps plus facile et moins douloureuse.
Selon les réflexions de l'anthropologue Francesco Alziator (it), la tâche de l'agabbadora n'est pas tant de mettre fin, au sens littéral du terme, à la souffrance des mourants à l'aide d'un instrument clairement inquiétant, que d'essayer de les accompagner jusqu'au bout de leur agonie à travers des rites dont le souvenir est certainement perdu. Cependant, le même érudit de Cagliari prétend évoluer dans les limites de la légende et n'apporte pas de preuve certaine de l'existence de cette « dame ». En effet, de nombreuses informations sur l’agabbadora sont de source hellénique, et donc le concept était valable puisque ce qui était hellénique était civilisé tandis que le reste était un monde barbare. De plus, Alziator lui-même, dans ses études, s'étonne du silence de l'Église ; selon lui, en effet, s'il était impossible aux curés de ne pas connaître ces pratiques, il leur était également impossible de ne pas les signaler au moins à l'autorité ecclésiastique, puisqu'ils s'opposaient ouvertement et publiquement à des pratiques moins violentes et dangereuses, mais également des rites folkloriques, comme ceux concernant les personnes en deuil.
Des références aux pratiques d'euthanasie symbolique ou active se retrouvent également dans d'autres régions de la Méditerranée, notamment dans le Salento,,.
Molfetta Saverio La Sorsa, né en 1877, mentionne leur utilisation, avec une référence spécifique également à certains pays insulaires : 

« [l]'agonie de ceux qui dans leur vie ont outrepassé une borne ou brûlé un joug est difficile. […] pour l'atténuer, il est nécessaire de placer une pierre ou un joug neuf, une clé ou une hache sous le chevet du mourant. Dans certains villages de Sardaigne, lorsque le mourant tarde à rendre son dernier souffle, les proches placent un peigne près de sa tête ou de son cou, ou un joug pour soulager ses souffrances[réf. incomplète]. »

## Articles liés
- Euthanasie
- Aide au suicide